# 泰勒马克郡
泰勒马克郡（挪威語：Telemark）是挪威的一个郡，与西福尔郡、布斯克吕郡、韦斯特兰郡、罗加兰郡与阿格德尔郡五郡接壤，面积15,298.2平方公里，人口175,546（2023n年），郡治为希恩，比较有名的城市有留坎和伯。
留坎有留坎瀑布和重水，由于重水为进行核试验的必需品，在第二次世界大战时期，德国试图从这里获得重水，而挪威人在英国人的帮助下，成功阻止了重水向德国的输出。电影《泰勒马克的英雄》就是以这个为背景拍摄的。而伯的闻名是由于挪威最大的夏季水上乐园就坐落在该市。

## 历史
2020年1月1日，泰勒馬克郡與西福爾郡因合併設立西福尔-泰勒马克郡而撤銷，但合併後受地方人士的反對聲音，最終2022年2月於郡議會會議中通過於2024年1月1日恢复原來的體制。

## 市镇
2024年时泰勒马克郡共有17个市镇：
- 班布勒
- 德朗厄達爾
- 菲勒斯達爾
- 亞爾特達爾
- 克拉格勒
- 克維特塞德
- 中泰勒马克
- 尼瑟達爾
- 諾默
- 諾托登
- 波什格倫
- 賽爾尤爾
- 錫利揚
- 希恩
- 蒂恩
- 托克
- 維尼耶